# Raptile
Аддис Андреас Мусса (родился 14 сентября 1976 г.), более известный под своими сценическими псевдонимами Аддис и Раптилия, является немецко-американским певцом, рэпером, продюсером и автором песен.

## Биография
В ранние годы он сотрудничал с американскими рэперами Xzibit, Strong Arm Steady и Trey Songz и подписал контракт с Sony в Европе. Он продал 250 000 копий за границу, а также выпустил свой дебютный альбом Global Takeover вместе с тремя дополнительными томами в 2007 году.
Его альбом «Classic Material» занял 8-е место в немецких чартах СМИ. Его международная карьера продолжилась выпуском третьего сингла «My Everything» с участием ямайского исполнителя регги Уэйна Уандера.
Он переехал в Орландо, штат Флорида, в 2007 году и начал работу над другим альбомом. Он является консультантом по A&R в SONY MUSIC ENTERTAINMENT. Его артист Lionezz участвовал в эго-трипе Miss Rap Supreme, который транслировался на канале VH1 в 2008 году. Аддис появилась в программе реалити-шоу MTV Cribs. Песня «Neva Eva» была использована в баскетбольной видеоигре NBA Live 07 .

## Дискография

### Альбомы
| «Глаз да василиска» </br> (с Роджером Реклессом)                                          | 2001 г. | — | — | —  |
| «Классический материал».                                                                  | 2004 г. | — | — | 8  |
| «Мозез» </br> (также доступно как ограниченное издание)                                   | 2005 г. | — | — | 36 |
| «Герой Музык»                                                                             | 2006 г. | — | — | —  |
| «Лучшее из — Золотое дитя Европы» </br> (Лучший компакт-диск)                             | 2006 г. | — | — | —  |
| «Глобальное поглощение, часть 1»                                                          | 2007 г. | — | — | —  |
| «Глобальное поглощение, часть 2»                                                          | 2007 г. | — | — | —  |
| «Глобальное поглощение, часть 3»                                                          | 2007 г. | — | — | —  |
| «Глобальное поглощение, часть 4»                                                          | 2007 г. | — | — | —  |
| «Животное царство» </br> (с «Следуй за своим инстинктом» (к вашему сведению))             | 2015    | — | — | —  |
| «—» обозначает запись, которая не попала в чарты или не была выпущена на этой территории. |         |   |   |    |

### Синглы
| «Microphone Igniter / We Don’t Need U» (with Roger Rekless)                                                | 2001 | — | — | —  | —  | —  | Da Basilisk’s Eye |        |
| «Rest Ya Head on My Chest» (with Roger Rekless)                                                            | 2001 | — | — | —  | —  | —  | Da Basilisk’s Eye |        |
| «Make Y’All Bounce» (featuring Xzibit) (Strong Arm Steady Version)                                         | 2004 | — | — | 24 | —  | —  | Classic Material  | [ 7 ]  |
| «Da Unbeatables» (featuring Valezka)                                                                       | 2004 | — | — | 14 | —  | —  | Classic Material  | [ 8 ]  |
| «My Everything» (featuring Wayne Wonder)                                                                   | 2004 | — | — | 64 | —  | —  | Classic Material  | [ 9 ]  |
| «Fight Back»                                                                                               | 2005 | — | — | 10 | 37 | —  | Mozez             | [ 10 ] |
| «Da Symphony (Olé Olé)»                                                                                    | 2005 | — | — | 26 | —  | —  | Mozez             | [ 11 ] |
| «Go Faster»                                                                                                | 2006 | — | — | 27 | —  | —  | Hero Muzik        | [ 12 ] |
| «NevaEva»                                                                                                  | 2006 | — | — | 32 | —  | —  | Hero Muzik        | [ 13 ] |
| «Missin' Ur Kisses» (featuring Trey Songz)                                                                 | 2006 | — | — | 87 | —  | —  | Hero Muzik        | [ 14 ] |
| Changed his name to «Addis» & also formed a new European-American supergroup called «Follow Your Instinct» |      |   |   |    |    |    |                   |        |
| «Stay Strong»                                                                                              | 2010 | — | — | —  | —  | —  | Non-album single  |        |
| «Disco» (Addis featuring Follow Your Instinct)                                                             | 2010 | - | - | —  | —  | —  | Animal Kingdom    |        |
| «Murderer» (featuring Viper)                                                                               | 2011 | — | — | —  | —  | —  | Non-album single  |        |
| «On the Floor» (Follow Your Instinct)                                                                      | 2012 | — | — | —  | —  | —  | Animal Kingdom    |        |
| «No Matter What They Say» (Follow Your Instinct featuring Samu Haber of Sunrise Avenue)                    | 2012 | — | — | 54 | 68 | —  | Animal Kingdom    |        |
| «My City» (Follow Your Instinct)                                                                           | 2013 | — | — | 24 | —  | —  | Animal Kingdom    |        |
| «Baby It’s OK» (Follow Your Instinct featuring Alexandra Stan)                                             | 2013 | — | — | 17 | 31 | 44 | Animal Kingdom    |        |
| «—» denotes a recording that did not chart or was not released in that territory.                          |      |   |   |    |    |    |                   |        |